# Washington Navy Yard

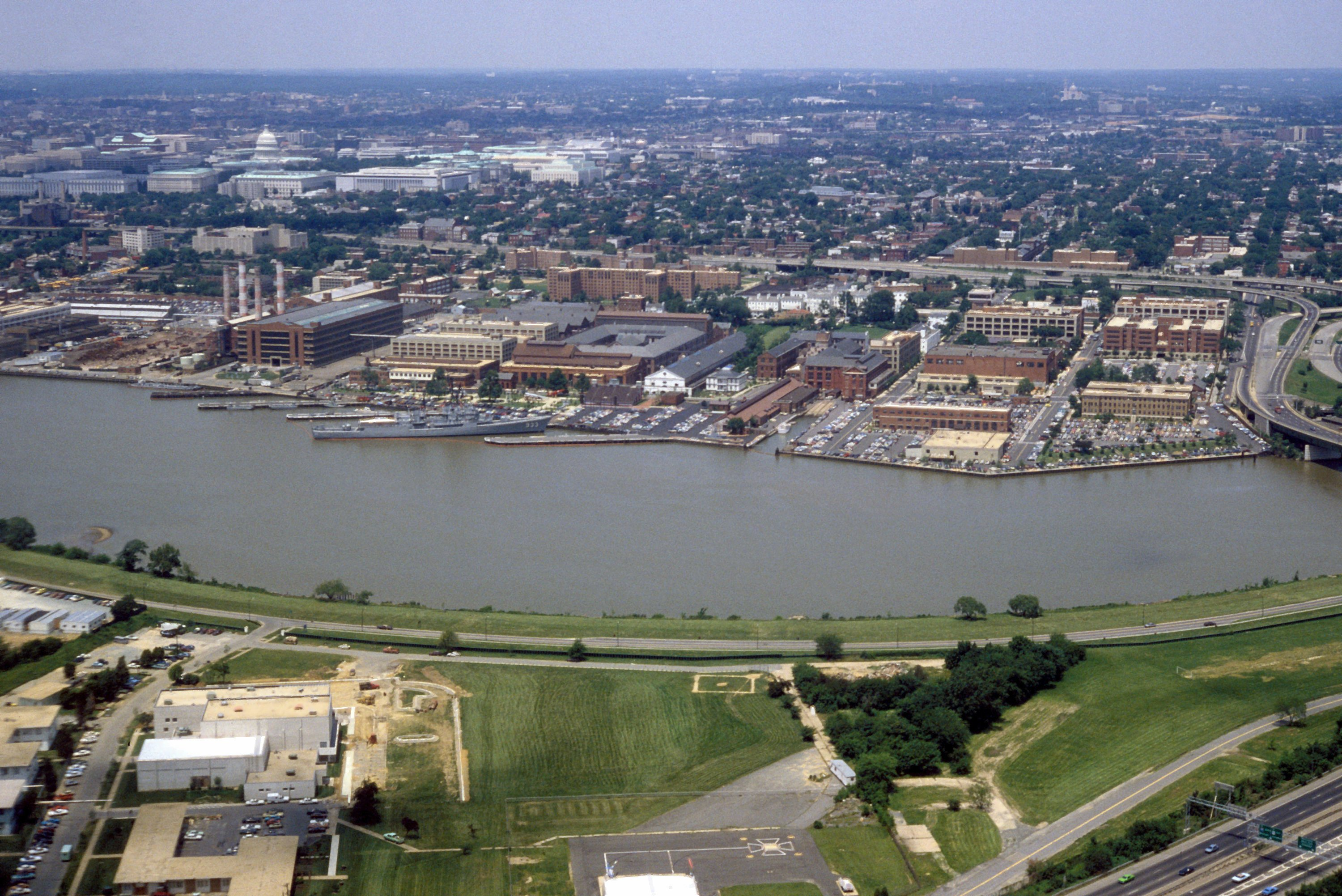
Vista aèria del Washington Navy Yard

Washington Navy Yard fou una antiga drassana naval i magatzem d'armament de la United States Navy (US Navy), a Washington DC i, actualment, és el centre cerimonial i administratiu de la US Navy. És la instal·lació costanera més antiga de la US Navy.
Allà és on resideix el Cap d'Operacions Navals (Chief of Naval Operations), i allà també estan ubicats el Naval Historical Center (Centre Històric Naval), el Department of Naval History (Departament d'Història Naval), el Naval Criminal Investigative Service (Servei Naval d'Investigacions Criminals), la US Navy Judge Advocate General's Corps (Advocacia general de la Marina dels Estats Units), la Naval Reactors, el Marine Corps Institute (Institut del Cos de Marines) i la United States Navy Band (Banda de l'Armada dels Estats Units), entre molts altres centres i institucions navals. Anteriorment va allotjar el Marine Corps Historical Center (Centre Històric del Cos de Marines), que l'any 2006 va ser traslladat a Quantico. El Washington Navy Yard va ser inclòs el 1973 en el National Register of Historic Places (Registre nacional de llocs històrics), i l'any 1976 va ser identificat com una National Historic Landmark (Fita històrica nacional).